# Тонегато, Эмма
Эмма Кейт Тонегато OAM (англ. Emma Kate Tonegato, родилась 20 марта 1995 года) — полупрофессиональная австралийская регбистка, выступающая на позиции защитницы за женскую сборную Австралии по регби-7. Олимпийская чемпионка по регби-7 2016 года.

## Карьера игрока
Тонегато выступает на позиции крыльевой или центровой. Ранее играла в регбилиг и была участницей чемпионата мира 2013 года, в составе сборной Австралии одержала там победу. В обычном регби представляет штат Новый Южный Уэльс, участвовала в чемпионате штата среди девушек 2013 года и в молодёжном олимпийском фестивале. В составе сборной по регби-7 играет с ноября 2013 года, дебютировала в первом этапе Мировой серии 2013/2014 (Дубай). В апреле 2016 года была названа лучшим игроком этапа в Атланте Мировой серии 2015/2016. Является одной из двух регбисток, которой удалось занести пять попыток в рамках одного матча Мировой серии.
В 2016 году Эмма Тонегато попала в заявку сборной Австралии по регби-7 на Олимпийские игры в Рио-де-Жанейро (игровой номер 4). На турнире Тонегато занесла семь попыток: по две в матчах против сборных Фиджи и США, по одной в матчах против сборных Колумбии, Испании и Новой Зеландии. В финале против новозеландок Эмма занесла первую попытку австралийской сборной, и со счётом 24:17 её сборная победила в финале и завоевала олимпийское золото в этом виде спорта. Как олимпийская чемпионка, 26 января 2017 года в День Австралии Тонегато была награждена Медалью Ордена Австралии.

## Личная жизнь
Училась в Австралийском католическом университете, бакалавр эрготерапии. Родители — Стивен и Ронда, есть братья Адам, Люк и Дэниэл.